# Campeonato Europeu de Ginástica Artística de 1990
O Campeonato Europeu de Ginástica Artística de 1990 teve suas competições femininas realizadas na cidade de Atenas, na Grécia, e as masculinas em Lausanne, Suíça.

## Eventos
- Individual geral masculino
- Solo masculino
- Barra fixa
- Barras paralelas
- Cavalo com alças
- Argolas
- Salto sobre a mesa masculino
- Individual geral feminino
- Trave
- Solo feminino
- Barras assimétricas
- Salto sobre a mesa feminino

## Medalhistas
| Evento              | Ouro                                        | Prata                          | Bronze                                                    |
| Masculino           |                                             |                                |                                                           |
| Individual geral    | URS Valentin Mogilniy                       | URS Sergei Zharkov             | ITA Juri Chechi                                           |
| Solo                | URS Vitaly Scherbo                          | URS Sergei Zharkov             | ROU Adrian Gal                                            |
| Cavalo com alças    | URS Valentin Mogilniy                       | GER Jens Milbradt              | URS Sergey Zharkov                                        |
| Argolas             | ITA Juri Chechi                             | GER Jens Milbradt              | HUN Szilveszter Csollany                                  |
| Salto sobre a mesa  | URS Vitaly Scherbo                          | GER Ralf Büchner               | GBR Neil Thomas                                           |
| Barras paralelas    | SUI Daniel Giubellini URS Valentin Mogilniy | nenhum                         | BUL Kalofer Christosov                                    |
| Barra fixa          | URS Vitaly Scherbo                          | SUI Rene Plüss                 | GER Ralf Büchner YUG Alojz Kolman                         |
| Feminino            |                                             |                                |                                                           |
| Individual geral    | URS Svetlana Boginskaya (39.862)            | URS Natalia Kalinina (39.637)  | HUN Henrietta Onodi (39.636)                              |
| Salto sobre a mesa  | URS Svetlana Boginskaya (9,943)             | ROU Cristina Bontas (9,900)    | ESP Eva Rueda (9,874)                                     |
| Barras assimétricas | URS Svetlana Boginskaya (9,950)             | URS Natalia Kalinina (9,950)   | ROU Mirela Pasca (9,950)                                  |
| Trave               | URS Svetlana Boginskaya (10,00)             | URS Natalia Kalinina (9,950)   | ROU Maria Neculita (9,875)                                |
| Solo                | URS Svetlana Boginskaya (10,00)             | URS Tatiana Groschkova (9,962) | BUL Milena Mavrodieva (9,925) HUN Henrietta Onodi (9,925) |

## Quadro de medalhas
| Ordem | País            | Medalha de ouro | Medalha de prata | Medalha de bronze |    |
| ----- | --------------- | --------------- | ---------------- | ----------------- | -- |
| 1     | União Soviética | 11              | 6                | 1                 | 18 |
| 2     | Suíça           | 1               | 1                |                   | 2  |
| 3     | Itália          | 1               |                  | 1                 | 2  |
| 4     | Alemanha        |                 | 3                | 1                 | 4  |
| 5     | Roménia         |                 | 1                | 3                 | 4  |
| 6     | Hungria         |                 |                  | 3                 | 3  |
| 7     | Bulgária        |                 |                  | 2                 | 2  |
| 8     | Espanha         |                 |                  | 1                 | 1  |
| 8     | Iugoslávia      |                 |                  | 1                 | 1  |
| 8     | Grã-Bretanha    |                 |                  | 1                 | 1  |
| TOTAL | TOTAL           | 13              | 11               | 14                | 38 |